# Лейк-Джордж (город)
Лейк-Джордж (англ. Lake George) — город в округе Уоррен, штат Нью-Йорк, США.

## Описание
Город находится на берегу одноимённого озера, в составе города выделена деревня, носящая такое же название. Площадь Лейк-Джордж составляет 84,7 км², из которых 6,3 км² (7,5%) составляют открытые водные пространства. Через город проходит межштатная автомагистраль I-87 (англ. Interstate 87).

По переписи 2000 года в Лейк-Джордже проживало 3578 человек. Возраст среднестатистического жителя составил 42 года. На 100 женщин приходилось 103,5 мужчин. Средний доход семьи — 48 789 долларов в год. Расовый состав:
- Белые — 97,7%
- Афроамериканцы — 0,5%
- Коренные американцы — 0,3%
- Азиаты — 0,6%
- Прочие расы — 0,2%
- Две и более расы — 0,7%
- Латиноамериканцы (любой расы) — 0,9%

## История

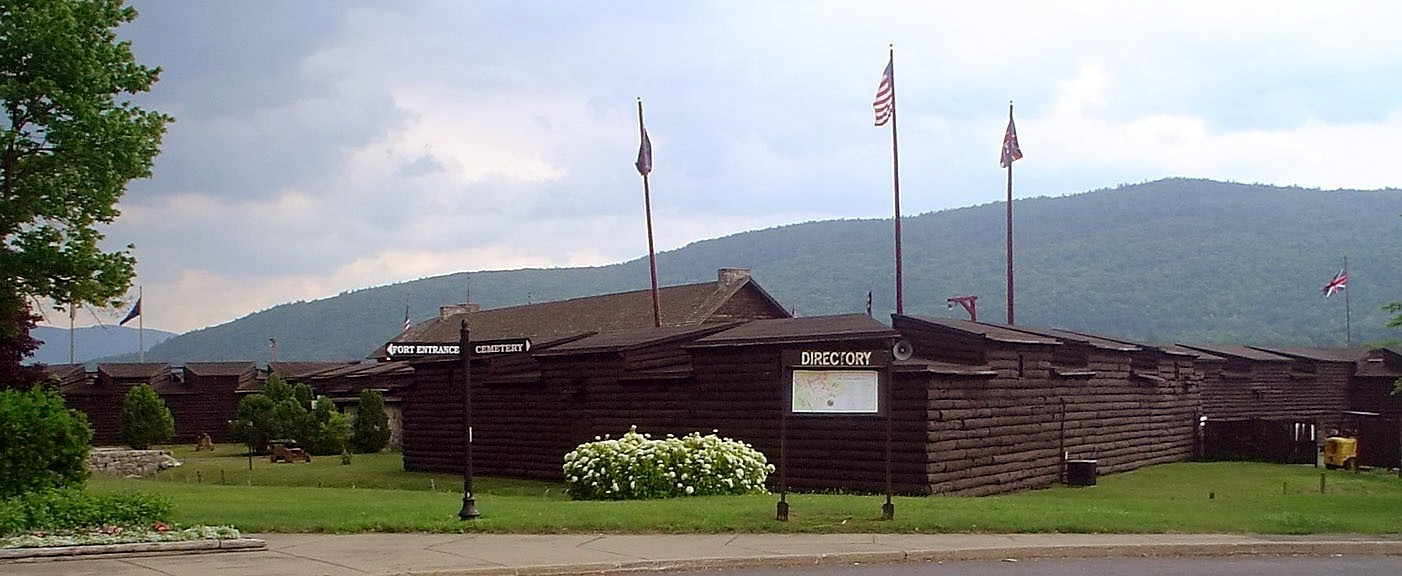
Форт Уильям-Генри — одна из достопримечательностей города

Озеро Лейк-Джордж, на берегу которого расположился город, было открыто европейцами в 1642 году, но своё нынешнее имя получило лишь в 1755 году. Город под именем Колдуэлл (англ. Town of Caldwell) был основан на его берегу 2 марта 1810 года путём отделения частей городов Болтон (Bolton), Куинсбери (Queensbury) и Турман (Thurman). В 1962 году город получил своё нынешнее имя — Лейк-Джордж.

## Достопримечательности
- Форт Уильям-Генри — возведён в 1755 году, использовался два года, после реконструкции в 1953 году преобразован в музей.
- Женский дом отдыха Виавака (англ. Wiawaka Holiday House) — построен в 1873 году (включён в Национальный реестр исторических мест).